# Muyocopronaceae
Die Muyocopronaceae sind eine Familie der Schlauchpilze, die alleine die Ordnung Muyocopronales bilden. Es handelt sich um Flechtenbildner.

## Merkmale
Die Muyocopronaceae besitzen oberflächliche, ledrige Fruchtkörper, die als kreisrunde abgeflachte, braune bis dunkelbraune Flecken den Wirt bedecken. Sie besitzen nur eine schwach ausgebildete basale Schicht. Die oberflächliche, warzenförmige Öffnung, das Ostiolum ist zentral ohne stachelige oder haarige Anhängsel. Das Peridium besteht meist aus pseudoparenchymatischen Zellem (Textura angularis). Das Hamathecium, das Gewebe zwischen den Schläuchen, besteht aus fadenförmigen, septierten, verzweigten und durchscheinenden Pseudoparaphysen. Die Schläuche sind achtsporig, zweiwandig, sack- bis breit birnenförmig, manchmal oval bis fast eiförmig. Sie können eine augenförmige Kammer besitzen. Die Sporen sind in mehreren Reihen oder unregelmäßig angeordnet, durchscheinend, oval bis eiförmig mit abgestumpften Enden. Sie sind unseptiert mit oder ohne einem körnigen Aussehen. Eine Nebenfruchtform ist nicht bekannt.

## Lebensweise
Die bekannten Arten der Muyocopronaceae leben saprob verbreitet auf trockenen Zweigen und Stämmen, seltener auf Blättern.

## Systematik und Taxonomie
Die Familie wurde 2013 von Kevin David Hyde erstbeschrieben. Allerdings hatte bereits 1953 Everett Stanley Luttrell eine Familie unter diesem Namen beschrieben, aber ohne der damals notwendigen lateinischen Diagnose, weshalb die Beschreibung ungültig war. 2016 beschrieben Ausana Mapook, Saranyaphat Boonmee und Kevin David Hyde dann die Ordnung.
Zurzeit (Stand Februar 2022) zählen folgende sechs Gattungen zur Familie:
- Arxiella mit 8 Arten
- Leptodiscella  mit 5 Arten
- Muyocopron mit 51 Arten
- Mycoleptodiscus mit 18 Arten
- Neocochlearomyces mit nur einer 1 Art
- Neomycoleptodiscus mit nur einer 1 Art
- Paramycoleptodiscus mit nur einer 1 Art
- Pseudopalawania mit nur einer 1 Art
- Setoapiospora mit nur 1 Art